# 重庆共产党
重庆共产党是中国重庆历史上的一个共产主义政党。
该党的前身“重庆共产主义组织”是由重庆一些拥护马克思主义的教师建立的。起初，他们只是成立了一个研究会，聚集了一些研究马克思主义的大学生。后来，随着影响的扩大，丝厂和毛加工作坊的工人也强烈要求加入这个组织。1920年3月12日，在重庆正式成立了“共产党”。该党曾经发展了大约100名党员。